# Nerunjipettai
Nerunjipettai es una ciudad y nagar Panchayat situada en el distrito de Erode en el estado de Tamil Nadu (India). Su población es de 6791 habitantes (2011).

## Demografía
Según el censo de 2011 la población de Nerunjipettai era de 6791 habitantes, de los cuales 3446 eran hombres y 3345 eran mujeres. Nerunjipettai tiene una tasa media de alfabetización del 66,44%, inferior a la media estatal del 80,09%: la alfabetización masculina es del 74,30%, y la alfabetización femenina del 58,37%.